# تشارلز ريد (رسام)
تشارلز ريد (بالإنجليزية: Charles Reid)‏ هو رسام أمريكي، ولد في 12 أغسطس 1937 في كامبريدج في الولايات المتحدة، وتوفي في 1 يونيو 2019 في ويستبورت (كونيتيكت) في الولايات المتحدة.

## وصلات خارجية
- الموقع الرسمي